# Espen Lysdahl
Espen Lysdahl (19 aprile 1990) è un ex sciatore alpino norvegese.

## Biografia

### Stagioni 2006-2014
Espen Lysdahl ha esordito in una gara valida ai fini del punteggio FIS il 1º dicembre 2005, disputando uno slalom gigante a Geilo in Norvegia e classificandosi 48º. Il 20 dicembre 2007 ha debuttato in Coppa Europa giungendo 67º in discesa libera ad Altenmarkt-Zauchensee, in Austria, mentre due anni dopo, il 18 dicembre 2009 in Val Gardena, ha esordito in Coppa del Mondo, arrivando 51º in supergigante.
Nel 2010, dopo aver debuttato anche in Nor-Am Cup il 4 gennaio nello slalom speciale di Sunday River (12º), ai Mondiali juniores del Monte Bianco ha vinto la medaglia d'argento nel supergigante e quella di bronzo nello slalom gigante. Nel 2011 ha vinto l'Australia New Zealand Cup. Il 14 dicembre 2011 ha colto il suo primo podio in Nor-Am Cup (2º in slalom gigante a Panorama) e il 16 marzo 2014 la sua prima vittoria, sempre nel circuito continentale nordamericano dove gareggiava prevalentemente assieme a quello oceaniano, nello slalom speciale di Calgary.

### Stagioni 2015-2016
Il 14 dicembre 2014 ha colto a Åre in slalom speciale il suo miglior piazzamento in Coppa del Mondo (9º); nella stessa stagione ai Mondiali di Vail/Beaver Creek 2015, sua unica presenza iridata, è stato 16º nella medesima specialità.
Si è ritirato al termine della stagione 2015-2016; la sua ultima gara nel massimo circuito è stato lo slalom speciale di Coppa del Mondo disputato a Kranjska Gora il 6 marzo (non qualificato alla seconda manche), mentre l'ultima gara della carriera di Lysdahl è stato lo slalom speciale di Nor-Am Cup disputato il 20 marzo a Vail e chiuso da Lysdahl all'8º posto.

## Palmarès

### Mondiali juniores
- 2 medaglie:
  - 1 argento (supergigante a Monte Bianco 2010)
  - 1 bronzo (slalom gigante a Monte Bianco 2010)

### Coppa del Mondo
- Miglior piazzamento in classifica generale: 110º nel 2015

### Coppa Europa
- Miglior piazzamento in classifica generale: 61º nel 2011

### Nor-Am Cup
- Miglior piazzamento in classifica generale: 9º nel 2015
- 10 podi:
  - 2 vittorie
  - 5 secondi posti
  - 3 terzi posti

#### Nor-Am Cup - vittorie
| Data             | Località     | Paese       | Specialità |
| ---------------- | ------------ | ----------- | ---------- |
| 16 marzo 2014    | Calgary      | Canada      | SL         |
| 27 novembre 2015 | Jackson Hole | Stati Uniti | SL         |

Legenda:

SL = slalom speciale

### Australia New Zealand Cup
- Vincitore dell'Australia New Zealand Cup nel 2011
- Vincitore della classifica di supercombinata nel 2011
- 5 podi:
  - 3 vittorie
  - 2 secondi posti

#### Australia New Zealand Cup - vittorie
| Data              | Località     | Paese         | Specialità |
| ----------------- | ------------ | ------------- | ---------- |
| 9 settembre 2010  | Mount Hutt   | Nuova Zelanda | SC         |
| 10 settembre 2010 | Mount Hutt   | Nuova Zelanda | SC         |
| 5 settembre 2014  | Coronet Peak | Nuova Zelanda | SL         |

Legenda:

SL = slalom speciale

SC = supercombinata

### Campionati norvegesi
- 1 medaglia[1]:
  - 1 bronzo (supercombinata nel 2010)

### Campionati norvegesi juniores
- 2 ori (slalom gigante, slalom speciale nel 2010[senza fonte]